# Clima dell'Islanda

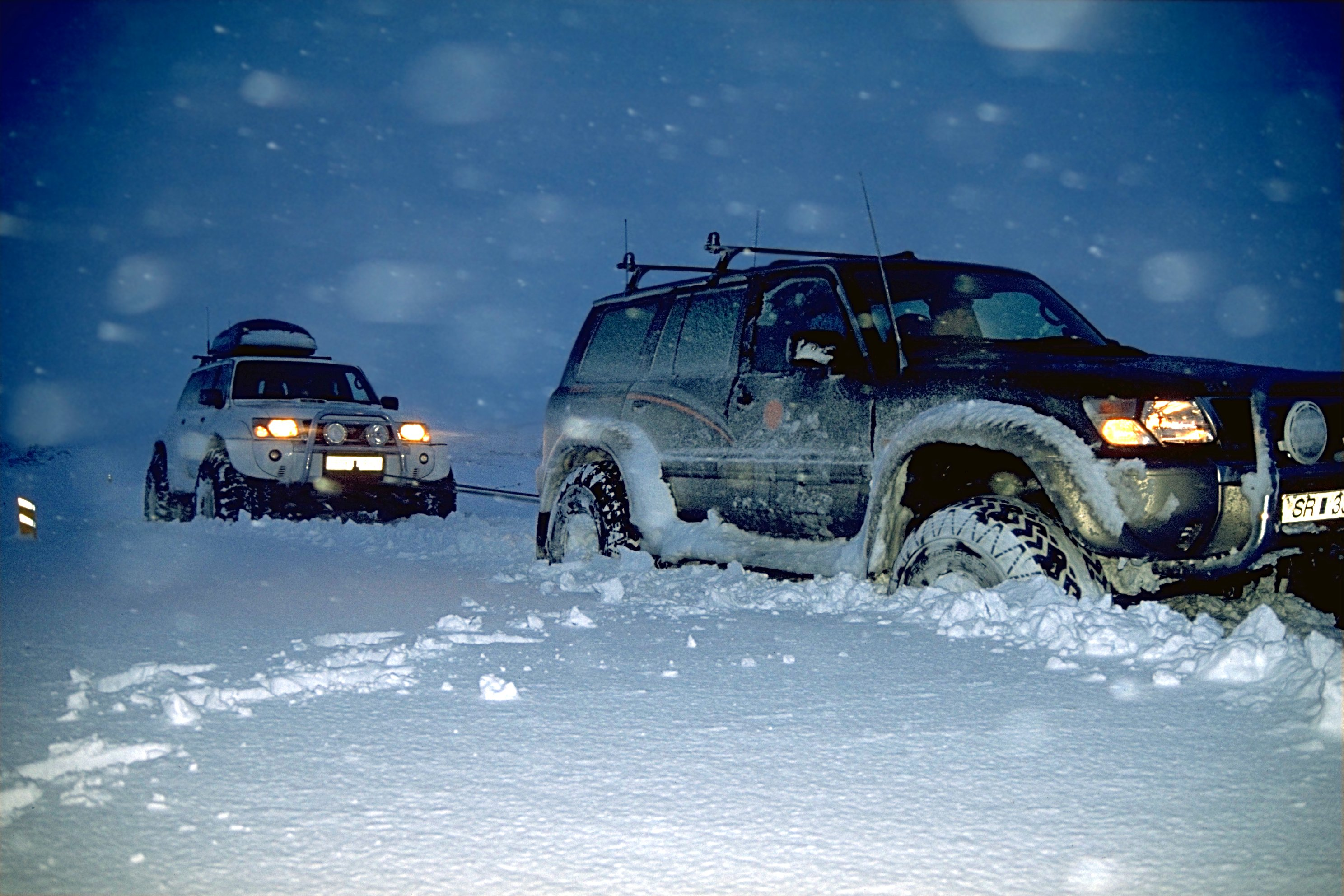
Una forte nevicata in Islanda.

Il clima dell'Islanda è oceanico freddo (classificazione dei climi di Köppen: Cfc) vicino alla costa meridionale e nelle aree di tundra sugli altipiani interni. L'isola si trova sul percorso della Corrente nord-atlantica, il che rende il clima più temperato di quanto la latitudine poco a sud del circolo polare artico lasci immaginare. Il tempo in Islanda è notoriamente variabile. L'aurora boreale è spesso visibile durante le sere e le notti invernali. 

## Stagioni

### Estate
La temperatura media di luglio nell'area meridionale dell'isola va dai 10 °C ai 13 °C. Nei giorni caldi possono invece essere raggiunti anche i 25 °C, sebbene ciò accada piuttosto raramente. La temperatura più alta mai registrata fu di 30,5 °C e si verificò nel 1939 nella regione dell'Austurland. La capitale, Reykjavík, riceve mediamente 1.300 ore all'anno di soleggiamento.

### Inverno

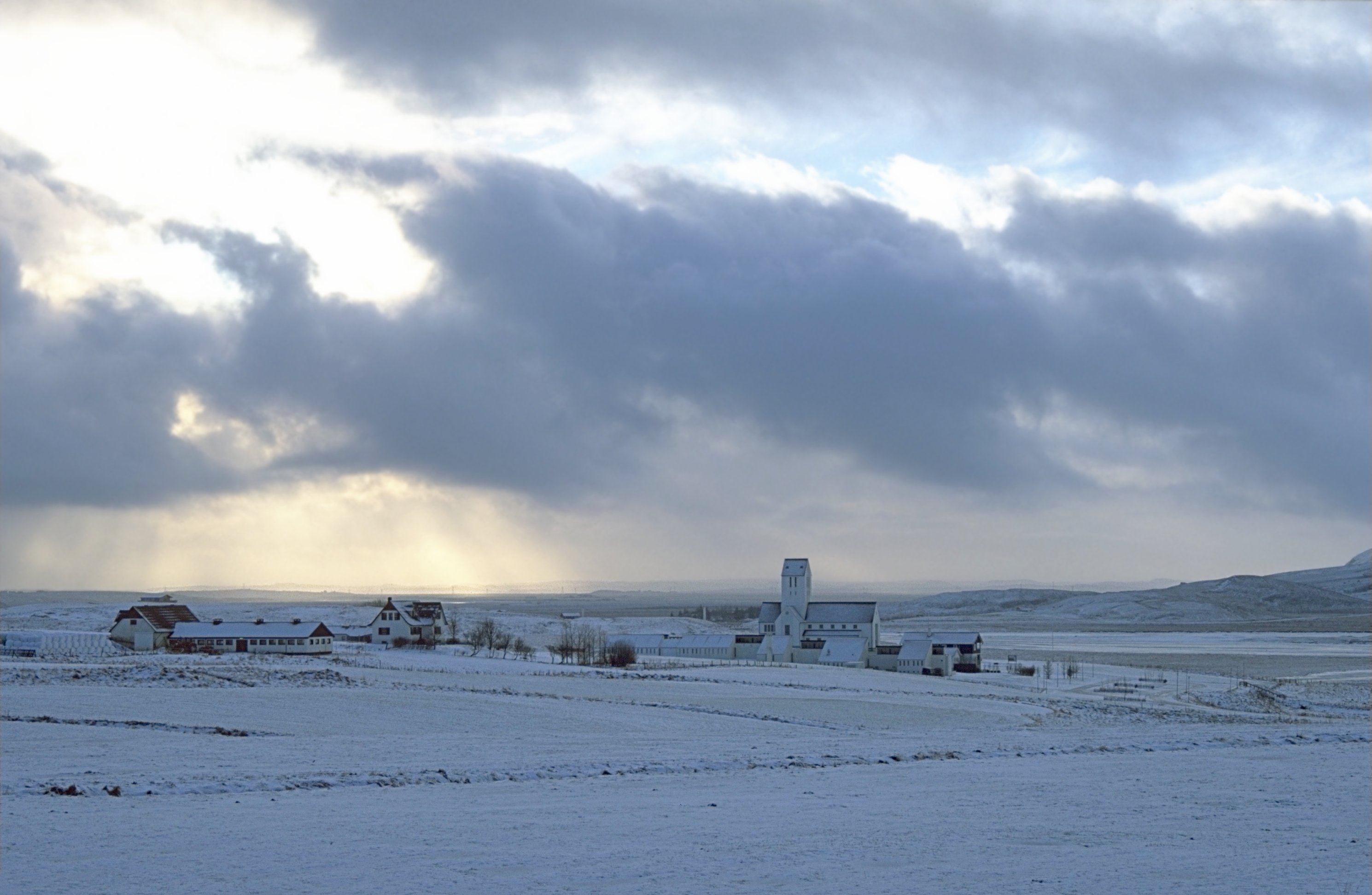
Un tipico paesaggio invernale islandese.

L'inverno islandese è mite relativamente alla latitudine dell'isola. Le pianure a sud dell'isola hanno una temperatura media di 0 °C, mentre sugli altipiani si arriva a -10 °C. Nella parte settentrionale dell'isola la media oscilla tra i -25 °C e i -30 °C. La temperatura più fredda mai registrata fu di -39,7 °C.
Il 29 dicembre 2011, invece, si sono registrati nella capitale Reykjavík contemporaneamente due record riguardanti la neve. Il primo riguarda l'accumulo: al suolo c'erano ben 33 cm di neve a Reykjavík e negli adiacenti comuni. Infatti, era dal 1921 che non si verificavano nevicate del genere in sole 24 ore sulla capitale islandese. L'altro record battuto è quello della presenza di neve al suolo ininterrottamente dal 26 novembre; neve che poi si è sciolta pochissimi giorni dopo per l'arrivo della pioggia.

## I venti e il tempo
Prevalentemente, la direzione del vento è orientale. I venti occidentali sono infrequenti. Generalmente, la velocità del vento è maggiore sugli altopiani, ma le caratteristiche topografiche possono inasprire i venti e causare forti raffiche nelle aree pianeggianti. La velocità del vento raggiunge spesso i 18 m/s; nei giorni di tempesta arriva fino a 50 m/s. Violente tempeste di polvere possono essere generate da forti venti provenienti dai ghiacciai. Queste tempeste sono molto frequenti nei primi mesi estivi sugli altipiani aridi a nord del Ghiacciaio del Vatnajökull.
I temporali sono estremamente rari in Islanda, con meno di cinque tempeste all'anno nella parte meridionale dell'isola. Essi sono più comuni sul finire dell'estate. Possono essere causati da masse d'aria calda in arrivo dal continente, o da aree di bassa pressione provenienti da sud-ovest in inverno. I fulmini possono essere osservati durante le eruzioni di cenere di uno dei tanti vulcani dell'Islanda.

## Pressione atmosferica
C'è una persistente area di bassa pressione nei pressi dell'Islanda, che non a caso è chiamata Depressione d'Islanda, situata proprio tra l'Islanda e la Groenlandia. L'area ciclonica è uno dei centri motori delle perturbazioni di origine atlantica che raggiungono il continente europeo; con la sua azione condiziona, pertanto, il clima e le condizioni meteorologiche di una vasta area dell'emisfero boreale. Essa fa parte di un più vasto sistema di circolazione atmosferica noto col nome di Oscillazione Nord Atlantica.